# Антоніс Вардіс
Антоніс Вардіс (грец. Αντώνης Βαρδής, 7 серпня 1948 року, Мосхато, Греція — 2 вересня 2014, Марусі) — грецький композитор, виконавець лаїко.

## Біографія
Наприкінці 1965 року у віці 17 років разом зі своїми друзями створив гурт «VICKINGS». З 1969 по 1981 рік працював в мюзик-холі, як музикант. У 1973 році він взяв участь в конкурсі і посів друге місце з інтерпретацією пісні  Йоргоса Далараса. У 1976 році випустив альбом зі своїми піснями, де він співає сам, під назвою «Собі». З 1978 року по цей час працює, як композитор зі знаменитими і з новими виконавцями: Йоргос Даларас, Анна Віссі, Антоніс Ремос, Стеліос Пісіс, Нікос Вертіс, Сакіс Рувас, а також зі своїм сином  Яннісом Вардісом та іншими.

## Дискографія
- Οραματίζομαι (1978)
- Συγκάτοικοι είμαστε όλοι στην τρέλλα (1986)
- Τραγουδάμε μαζί (1988)
- Λευκή Ισοπαλία (1990)
- Κοινή γνώμη (1993)
- Στην Ελλάς του 2000 (1995)
- Οικογενειακή υπόθεση (1997)
- Ξεδιπλώνοντας τις σκέψεις μου (1999)
- Τα καλύτερα μας χρόνια, είναι τώρα (2000)
- Χαμογέλασε ψυχή μου (2002)
- Οτι έχω στο χαρίζω (2003)
- Οτι αγαπήσαμε (2006)
- Τα όνειρά μας (2008)
- Εδώ σε περιμένω (сингл) (2010)
- Στην άκρη του ονείρου (2010)
- Δεμένος εδώ (сингл) (2011)